# Temáukel
Temáukel, vrhovno biće u vjerovanju Indijanaca Ona s krajnjeg juga Južne Amerike. Temaukel je bestjelesno božanstvo koje postoji oduvijek. Nevidljiv je i dobroćudan a molitve mu upućuju oni koji su u nevolji. On je stvoritelj prvog čovjeka Kenosa, preko kojega je ljudima dao civilizaciju i kulturu. Duše pokojnih, (kaspi), nakon smrti odlaze u njegovo boravište koje se nalazi iznad zvijezda. Kod Hausha poznat je kao Timáulk.

## Vanjske poveznice
- The voice of spirits past